# Kinner C-5
Der Kinner C-5 ist ein US-amerikanischer Fünfzylindersternmotor aus den 1930er Jahren für die Allgemeine Luftfahrt.

## Konstruktion und Entwicklung
Der C-5 ist eine Weiterentwicklung des R-5 mit erhöhter Leistung und größeren Abmessungen. Die wesentlichen Änderungen waren eine Vergrößerung der Bohrung von 128 mm auf 143 mm und eine Verlängerung des Hubs von 140 mm auf 145 mm. Daraus resultierte eine Vergrößerung des Hubraums von 8,85 Liter auf 11,71 Liter. Die militärische Bezeichnung des Motors lautete R-720.

## Verwendung
- Consolidated YPT-11B
- Kellett K-3
- Kinner P
- Stearman 6H Cloudboy
- Stearman YPT-9C
- Verville YPT-10D
- Waco OSO
- Waco OEC
- Waco ODC
- Waco OBF

## Technische Daten
Quelle: Jane’s all the World’s Aircraft

### Allgemeine Daten
- Typ: Fünfzylindersternmotor
- Bohrung: 143 mm
- Hub: 145 mm
- Hubraum: 11,71 Liter
- Länge: 884 mm
- Durchmesser: 1.270 mm
- Trockengewicht: 190 kg

### Komponenten
- Ventile: zwei pro Zylinder
- Gemischaufbereitung: Strombergvergaser
- Kraftstoffart: AvGas mit 73 Oktan
- Kühlung: Luft

### Leistungsdaten
- Leistung: 245 PS (180 kW) maximal bei 2200 Umdrehungen pro Minute, 210 PS (154 kW) Reiseleistung bei 1900 Umdrehungen pro Minute
- Kompression: 5,25:1
- Spezifischer Kraftstoffverbrauch: 0,201 kg/kWh
- Spezifischer Ölverbrauch: 0,005 kg/kWh